# Steven Benoît
Steven Irvenson Benoît, né le 21 avril 1965 à Port-au-Prince, plus connu sous l'appellation Steven Benoît, est un homme d'État haïtien. Le 30 janvier 2022, dans le cadre des accords de Montana, il est élu au poste de Premier ministre avec une installation prévue pour le 7 février suivant.
Il est élu sénateur lors des élections générales haïtiennes de 2010-2011,. Il décide de ne pas briguer un nouveau mandat de six ans lors des élections sénatoriales haïtiennes de 2016-2017.